# Stylidium uliginosum
Stylidium uliginosum este o specie de plante dicotiledonate din genul Stylidium, familia Stylidiaceae, ordinul Asterales, descrisă de Olof Swartz. Conform Catalogue of Life specia Stylidium uliginosum nu are subspecii cunoscute.